# Maracaçumé (ort)
Maracaçumé är en ort i Brasilien.   Den ligger i kommunen Maracaçumé och delstaten Maranhão, i den nordöstra delen av landet, 1 500 km norr om huvudstaden Brasília. Maracaçumé ligger 33 meter över havet och antalet invånare är 14 164.
Terrängen runt Maracaçumé är platt.
Omgivningarna runt Maracaçumé är huvudsakligen savann. Runt Maracaçumé är det ganska glesbefolkat, med 29 invånare per kvadratkilometer.